# Légende d'Amram de Mayence
Ne pas doit être confondu avec Amnon de Mayence.
La légende d'Amram de Mayence raconte l'histoire d'un rabbin mythique du Xe siècle, que l'on peut rapprocher de la légende chrétienne de Saint Emmeran de Ratisbonne.

## La légende
Après avoir été le responsable de la Yechiva de Mayence, sa ville natale, Amram s'installe à Cologne pour fonder une école. Sentant sa fin prochaine, il réunit ses élèves et leur exprime son vœu d'être enterré à Mayence près de son père, mais ceux-ci pressentant les nombreux obstacles, hésitent à lui promettre de réaliser son vœu. 
Amram alors leur ordonne de mettre son cercueil sur une barque sur le Rhin et de la laisser s'éloigner toute seule. Après la mort d'Amram, ses élèves suivent ses recommandations. Dès qu'ils ont mis la barque avec le cercueil dans l'eau, au grand étonnement de chacun, la barque s'éloigne et remonte le courant et sans batelier ni gouvernail se dirige vers la ville de Mayence où elle échoue sur une plage. Tous les habitants se précipitent pour contempler le spectacle, s'émerveiller et connaitre le nom de ce saint qui accomplit un tel miracle, même mort. 
Les Juifs de Mayence apprenant le décès du maître de Cologne, ramènent le corps sur le rivage afin de pouvoir lui offrir des obsèques solennelles à la synagogue. Mais l'archevêque de Mayence proteste, déclarant que le saint est un chrétien et qu'il doit être enterré comme un chrétien. Un autre miracle se produit alors. Le corps devient si lourd que personne ne peut le transporter ailleurs. Aussitôt l'archevêque ordonne qu'une église soit construite directement au-dessus du corps du saint, et par précaution il poste des gardes pour empêcher les Juifs de voler le corps. 
Alors le saint apparu en vision à ses élèves de Cologne pour leur dire de venir prendre son corps à minuit pendant que les gardes seront endormis, et de mettre à la place un autre corps, ce qu'ils firent.

## Histoire de la légende et légendes similaires
Cette légende est encore racontée au début du XIXe siècle comme une histoire réelle, et une représentation picturale sur une vieille maison près d'une porte de Mayence, à côté de la rive du fleuve, était montrée pour illustrer l'évènement. L'existence de l'église Saint-Emeran était là pour appuyer les faits. 
Le folkloriste juif Abraham Tendlau (1802-1878) se réfère dans une note page 354 au Sefer Shalshelet HaKabbala (Livre de la Chaîne de la Tradition) de Guedalya ben Joseph ibn Yahya (1515-1587)  et à d'autres sources et s'étonne comment la même histoire est racontée concernant le rabbin Amram de Ratisbonne (au lieu de Cologne ou de Mayence) dans un des Ma'ase Bücher (Livre des légendes). 
Tendlau ignorait certainement le fait étrange qu'une histoire similaire était racontée par les chrétiens concernant Saint Emmeran. Celui-ci décédé à Munich a son corps placé sur une barque qui sans batelier va remonter la rivière Isar, puis le Danube pour s'échouer à Ratisbonne, où en son honneur, sera construite une chapelle. Étrangement, on reprocha aux Juifs de ne pas croire au miracle concernant l'Eglise Saint-Emmeran.    
Selon toute probabilité, la légende juive a été empruntée à la chrétienne et le nom d'Emmeran transformé en Amram. Rien d'autre n'est connu concernant le rabbin Amram, aussi bien à Mayence, Cologne ou Ratisbonne. Le rabbin Moses Schreiber, connu sous le nom de Hatam Sofer (1762-1839) l'identifie à Amram Gaon qui vécut au XIe siècle, et affirme avoir vu sa tombe à Mayence.